# علی زند (کاراته)
علی زند (زاده ۴ خرداد ۱۳۷۸ در اراک)کاراته‌کای اهل ایران است. علی زند کاراته را از سن ۴ سالگی نزد نصرت کریمی آغاز کرد و از سال ۱۳۸۹ تحت نظر قاسم شهرجردی این ورزش را ادامه داد. وی از سال ۱۳۹۲ در اردوهای تیم ملی حضور داشت و موفق شد به همراه هم تیمی‌های خود اولین مدال تاریخ کاتای تیمی بزرگسالان مردان ایران را در مسابقات جهانی مادرید اسپانیا درسال ۱۳۹۷ کسب نماید. وی به دلیل صادر نشدن ویزا از اعزام به مسابقات جهانی بوداپست ۲۰۲۳ جا ماند. 

## فعالیت‌ها
علی زند کاراته را از سن ۴ سالگی نزد نصرت کریمی آغاز کرد و از سال ۱۳۸۹ تحت نظر قاسم شهرجردی این ورزش را ادامه داد. وی از سال ۱۳۹۲ در اردوهای تیم ملی حضور داشت و موفق شد به همراه هم تیمی‌های خود اولین مدال تاریخ کاتای تیمی بزرگسالان مردان ایران را در مسابقات جهانی مادرید اسپانیا درسال ۱۳۹۷ کسب نماید.

## تحصیلات
علی زند فارغ التحصیل رشته آموزش زیست‌شناسی در مقطع کارشناسی در دانشگاه فرهنگیان شهید باهنر اصفهان می‌باشد و دیپلم خودرا در رشته علوم تجربی اخذ کرده‌است.

## افتخارات

### قهرمانی جهان
مدال برنز کاتای تیمی مسابقات قهرمانی جهان سال ۲۰۱۸ اسپانیا

### دانشجویان جهان
مدال برنز کاتای تیمی مسابقات دانشجویان جهان سال ۲۰۱۸ ژاپن

### آسیایی
- مدال نقره کاتای تیمی مسابقات آسیا سال ۲۰۱۷ قزاقستان[۱۲][۱۳][۱۴][۱۵]
- مدال برنز کاتای انفرادی مسابقات آسیا سال ۲۰۱۳ امارات[۱۶]
- مدال برنز کاتای تیمی مسابقات آسیا سال ۲۰۱۹ ازبکستان[۱۷][۱۸]
- مدال نقره کاتای تیمی مسابقات آسیا سال ۲۰۲۱ آلماتی[۱۹]
- مدال برنز کاتای تیمی مسابقات آسیا سال  ۲۰۲۲ ازبکستان[۲۰]
- مدال برنز کاتای انفرادی مسابقات آسیا سال  ۲۰۲۲ ازبکستان[۲۱]

### لیگ جهانی
- مدال طلا کاتای انفرادی مسابقات لیگ جهانی سال ۲۰۱۳ ترکیه[۱۶]
- مدال برنز کاتای تیمی مسابقات لیگ جهانی سال ۲۰۱۸ فرانسه[۲۲]
- مدال برنز کاتای تیمی مسابقات لیگ جهانی سال ۲۰۱۹ امارات[۲۳]
- مدال برنز کاتای تیمی مسابقات لیگ جهانی سال ۲۰۱۹ ترکیه[۲۴][۲۵]

### کاپ جهانی
- مدال طلا کاتای انفرادی مسابقات کاپ جهانی سال ۲۰۱۶ ارومیه[۲۶]
- مدال طلا کاتای انفرادی مسابقات کاپ جهانی سال ۲۰۱۹ ارومیه
- مدال طلا کاتای تیمی مسابقات کاپ جهانی سال ۲۰۱۶ ارومیه
- مدال طلا کاتای تیمی مسابقات کاپ جهانی سال ۲۰۱۷ ارومیه
- مدال برنز کاتای انفرادی مسابقات کاپ جهانی سال ۲۰۱۸ ارومیه[۲۷][۲۸]